# Kangding, Garzê
Kanding är en stad på häradsmivå i den autonoma prefekturen Garzê i Sichuan provinsen i västra Kina. Den ligger omkring 240 kilometer väster om provinshuvudstaden Chengdu. 
Kanding ligger längst i öster i den för tibetaner avsedda autonoma Garzê-prefekturen. Historiskt har staden varit en gränsort och plats för handel mellan  kinsiskt och tibetanskt infuluerade områden, där kinesiskt te byttes mot tibetansk ull. Under tiden 1939–1951 var Kangding huvudstad i den 1955 upplösta provinsen Sikang (Xikang). 
Kanging består geografiskt av djupa dalar omgivna av höga fjäll. Stadens befolkningscentrum, som administrativt går under namnet Luncheng, ligger i dalgången till en av Dadu-flodens bifloder. Det tillhör därmed Yangtzeflodens avrinningsområde.  Kandings flygplats, med en höjd på  4280 meter över havet, räknas som en av världens högst belägna för större flygplan. 

## Administrativ indelning
Kangding var sedan fram till 2015 administrativt ett härad i den autonoma Garzê-prefekturen. Detta år uppgraderades det till stad på häradsnivå. Kanding har följande administrativa indelning:
Stadsdelsdistrikt (jiedao):
- Luzheng 炉城街道, stadsdelsdistrikt

Köpingar (zhen):

- Gonggashan 贡嘎山镇
- Guzan 姑咱镇
- Jiagenba 甲根坝镇
- Jintang 金汤镇
- Shade 沙德镇
- Tagong 塔公镇
- Xinduqiao 新都桥镇

Socknar (xiang):

- Yala 雅拉乡
- Shiji 时济乡
- Qianxi 前溪乡
- Shelian 舍联乡
- Maibeng 麦崩乡
- Sanhe 三合乡
- Pengta 捧塔乡
- Pusharong 普沙绒乡
- Jini 吉居乡
- Waze 瓦泽乡
- Xiaba 呷巴乡
- Pengbuxi 朋布西乡
- Kongyu 孔玉乡